# マリー＝ヴィクトラン

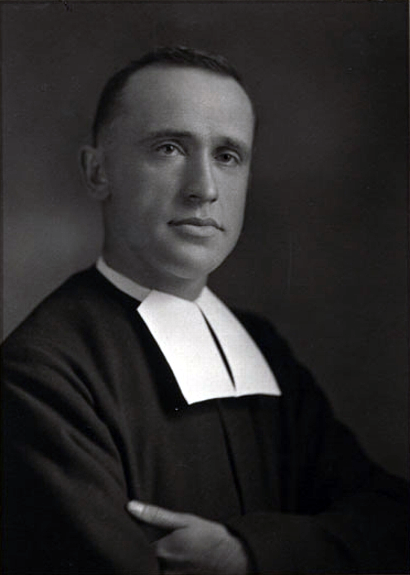
Marie-Victorin vers 1920

マリー＝ヴィクトラン神父、旧名コンラッド・ケルアック（Marie-Victorin、Joseph Louis Conrad Kirouac、1885年4月3日 - 1944年7月15日）は、カナダ、キリスト教学校修士会（les Frère des Écoles Chrétiennes ）の神父で、植物学者である。「モントリオール植物園の父」と称せられる。

## 生涯
ケベック州のKingsey Fallsに生まれた。親戚に小説家のジャック・ケルアックがいる。モントリオール大学で学んだ。1922年にモントリオール植物協会を設立し、会長となった。1919年頃からモントリオールに植物園を作る運動を始めたとされるが、モントリオール市長によって1929年に承認され、1931年に建設が始められた。植物園の建設には地域の人々から無駄な投資だという反対があったが、いろいろな機会に建設を擁護し、植物収集の調査隊を率いた。第二次世界大戦の間に植物園が軍の飛行学校に転用されるのを防いだ。
ケベック州南部の植物を記録した『ローレンシャンの植物』（"Flore laurentienne":1935）の著者としても知られる。2800の図版を含む917ページの著書は何度か改訂されている。民話を集めた著書 "Tales Laurentian" (1919）もある。ケベック州に貢献した人物に送られる、ダーフィット賞（Prix David）を1923年と1931年に受賞した。
1944年に交通事故で死亡した。植物学を教えたモントリオール大学の建物に教授を務めたマリー＝ヴィクトランの名前がつけられた。

## 著書
- Récits laurentiens (1919)
- Croquis laurentiens (1920)
- Flore laurentienne (1935)
- La Flore du Témiscouata (1916)
- Flore de l'Anticosti-Minganie (1969)